# Dekanat Coventry
Dekanat Coventry – jeden z 18 dekanatów rzymskokatolickiej archidiecezji Birmingham w Wielkiej Brytanii. Swoim zasięgiem dekanat obejmuje terytorium miasta Coventry. W jego skład wchodzi 15 parafii.

## Lista parafii
| Lp. | Miejscowość | Parafia                                                      | Kościół                                                                 | Grafika |
| --- | ----------- | ------------------------------------------------------------ | ----------------------------------------------------------------------- | ------- |
| 1   | Coventry    | Parafia Wszystkich Świętych                                  | Kościół Wszystkich Świętych w Coventry                                  |         |
| 2   | Coventry    | Parafia Chrystusa Króla i Najświętszej Maryi Panny z Lourdes | Kościół Chrystusa Króla i Najświętszej Maryi Panny z Lourdes w Coventry |         |
| 3   | Coventry    | Parafia Bożego Ciała                                         | Kościół Bożego Ciała w Coventry                                         |         |
| 4   | Coventry    | Parafia Świętej Rodziny                                      | Kościół Świętej Rodziny w Coventry                                      |         |
| 5   | Coventry    | Parafia Wniebowzięcia Najświętszej Maryi Panny               | Kościół Wniebowzięcia Najświętszej Maryi Panny w Coventry               |         |
| 6   | Coventry    | Parafia Najświętszego Serca Jezusowego                       | Kościół Najświętszego Serca Jezusowego w Coventry                       |         |
| 7   | Coventry    | Parafia św. Anny                                             | Kościół św. Anny w Coventry                                             |         |
| 8   | Coventry    | Parafia św. Elżbiety                                         | Kościół św. Elżbiety w Coventry                                         |         |
| 9   | Coventry    | Parafia św. Johna Fishera                                    | Kościół św. Johna Fishera w Coventry                                    |         |
| 10  | Coventry    | Parafia św. Jana Vianneya                                    | Kościół św. Jana Vianneya w Coventry                                    |         |
| 11  | Coventry    | Parafia św. Józefa robotnika                                 | Kościół św. Józefa robotnika w Coventry                                 |         |
| 12  | Coventry    | Parafia Najświętszej Maryi Panny i św. Benedykta             | Kościół Najświętszej Maryi Panny i św. Benedykta w Coventry             |         |
| 13  | Coventry    | Parafia św. Ostburga                                         | Kościół św. Ostburga w Coventry                                         |         |
| 14  | Coventry    | Parafia św. Patryka                                          | Kościół św. Patryka w Coventry                                          |         |
| 15  | Coventry    | Parafia św. Tomasza Morusa                                   | Kościół św. Tomasza Morusa w Coventry                                   |         |